# Itapoã (Vila Velha)
Itapoã (as vezes escrito também como Itapuã) é um bairro do município de Vila Velha no estado do Espírito Santo. De acordo com o Instituto Brasileiro de Geografia e Estatística (IBGE), sua população no ano de 2010 era de 22 808 habitantes.

## História
O bairro surge de um sítio que possuía o nome de Apicum do Poço, local que era espaço para cavalos e gado. Itapoã começa tomar forma após a década de 1970, nesse período ocorre a construção de imóveis para funcionários do setor público. Tradicionalmente o bairro possui uma Colônia de Pescadores que fica as margens da Avenida Antônio Gil Veloso, parte desses pescadores ainda residem na orla, poucos metros do mar, facilitando tanto o ato da pesca e também da comercialização dos peixes.

## Topônimo
"Itapuã" é um termo tupi que significa "pedra erguida" ou ponta de pedra, através da junção de itá (pedra) e pu'ã, erguido  e refere-se a um afloramento de rocha situado ao largo da área de arrebentação da praia. 